# ميخائيل جاي هوبكينز
ميخائيل جاي هوبكينز (بالإنجليزية: Michael J. Hopkins) هو أستاذ جامعي ورياضياتي أمريكي، ولد في 18 أبريل 1958 في الإسكندرية في الولايات المتحدة.